# 환송대 (1962년 영화)
환송대(프랑스어: La Jetée)는 크리스 마르케가 감독하고 좌안파 예술 운동과 관련된 1962년 프랑스 SF영화. 대부분 정지 사진으로 구성되었으며, 핵전쟁 이후 시간 여행 실험에 대한 이야기이다. 길이는 28분이며 흑백으로 촬영되었다.
단편영화 부문 장 비고상을 수상했다. 1995년 SF 영화 12 몽키즈는 이 영화에서 영감을 받았으며 여러 개념을 차용했다.

## 출연
- 장 네그로니 - 해설
- 엘렌 샤틀랭 - 여자 역
- 다보스 아니크 - 남자 역
- 자크 르두 - 실험자 역
- 리기아 브라니체 - 미래에서 온 여성 역
- 자닌 클레나  - 미래에서 온 여성 역
- 윌리엄 클라인 - 미래에서 온 남성 역